# Арфон
Арфон (фр. Arfons) насеље је и општина у јужној Француској у региону Миди Пирене, у департману Тарн која припада префектури Кастр.
По подацима из 2011. године у општини је живело 180 становника, а густина насељености је износила 4,42 становника/км². Општина се простире на површини од 40,71 км². Налази се на средњој надморској висини од 659 метара (максималној 904 м, а минималној 566 м.

## Демографија
| 1962. | 1968. | 1975. | 1982. | 1990. | 1999. | 2011. |
| ----- | ----- | ----- | ----- | ----- | ----- | ----- |
| 340   | 420   | 212   | 179   | 177   | 176   | 180   |

График промене броја становника у току последњих година